# Donauriesling
Donauriesling ist eine Weißweinsorte. Durch die gute Pilzwiderstandsfähigkeit zählt sie zu den PiWi-Sorten.

## Herkunft
Donauriesling ist eine Kreuzung aus Riesling × Fr 589-54 (Seyve Villard 12-481 × Freiburg 153- 39 (Pinot Gris × Weißer Gutedel)) von der Rebzüchtung, unter der Leitung von Ferdinand Regner, an der "Höheren Bundeslehranstalt und Bundesamt für Wein- und Obstbau" in Klosterneuburg.

## Ampelografische Merkmale
- Die Triebspitze offen und mittel bis schwach behaart, halbaufrechte bis aufrechte Triebhaltung, mit vier-/fünfgliedrigen Ranken (Alleinstellungsmerkmal).
- Die Blätter sind fünfeckig mit 3–5 Lappen mit welligem Profil. Die Stielbucht ist stark überlappend mit v-förmiger Basis.
- Die Traube ist mittelgroß (14–18 cm), mitteldicht mit einer zylindrischen Form. Sie haben 1–3 Flügel und Beitrauben fehlen oder sind bis mittelgroß.
- Das Wachstum ist stark.
- Der Austrieb der Knospen erfolgt spät.
- Reife: spät

## Ertrag
- Der Donauriesling bringt mittlere Erträge (höher als Riesling).

## Ansprüche
Die Sorte benötigt wegen der späten Traubenreife gute Lagen.

## Vor- und Nachteile
Donauriesling besitzt eine sehr gute Winterfrostfestigkeit, eine sehr gute Resistenz gegen Peronospora und Oidium und gute Resistenz gegen Botrytis. Er hat eine geringe Neigung zum Platzen der Beeren nach Herbstniederschlägen und verträgt gut Trockenheit. Eine Stärke des Donaurieslings in puncto Weineigenschaften ist die ausgesprochene Kleinbeerigkeit, welche hinsichtlich des Extrakts erhebliche Vorteile bringt.
Nachteilig ist die späte Reife der Sorte und dass die Beeren empfindlich gegen Hitze sind (Sonnenbrand).

## Wein
Die fruchtigen und säurereichen Jungweine müssen genügend reifen, bevor sie getrunken werden.